# Graciela Evangelista
Graciela Evangelista Pérez (Lima, 22 de diciembre de 1997) es una voleibolista peruana que juega como opuesta. Su equipo actual es Kazoku No Perú, ascendido a la Liga Nacional Superior de Voleibol del Perú.

## Clubes
| Club           | País | Año         |
| -------------- | ---- | ----------- |
| Molivoleibol   | Perú | 2019 - 2021 |
| Molivoleibol   | Perú | 2023 - 2024 |
| Kazoku No Perú | Perú | 2025 -      |

## Palmarés

### Clubes
- 2020:  "Campeona", Liga Nacional Intermedia de Voleibol de Perú con  Molivoleibol.[2]
- 2025:  "Campeona", Liga Nacional Intermedia de Voleibol de Perú con  Kazoku No Perú.